# Microrégion de Chapada do Apodi

Localisation de la microrégion de Chapada do Apodi

La microrégion de Chapada do Apodi est l'une des quatre microrégions qui subdivisent la mésorégion de l'ouest de l'État du Rio Grande do Norte au Brésil.
Elle comporte 4 municipalités qui regroupaient 72 048 habitants en 2006 pour une superficie totale de 4 095 km2.

## Municipalités[1]
- Apodi
- Caraúbas
- Felipe Guerra
- Governador Dix-Sept Rosado